# Камідана

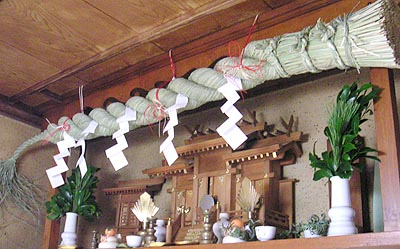
Камідана з (мотузка сплетена з рисової соломи або коноплі) та сіде (стрічка паперу складена у зигзаг).

Камідана (яп. 神棚, досл. «полиця бога/духа») — мініатюрний домашній вівтар, передбачений для синтоїстських камі. Найчастіше вони зустрічаються в Японії. 
Камідана, як правило, розміщується високо на стіні і містить різноманітні предмети, пов’язані з синтоїстськими церемоніями, найвидатнішим з яких є сінтай, об’єкт, призначений для розміщення обраного камі, надаючи йому таким чином фізичну форму, щоб дозволити поклоніння. Камідана сінтай — це найчастіше невеликі круглі дзеркала, хоча це також можуть бути камені (маґатама), дорогоцінні камені, ляльки Дарума або який-небудь інший об'єкт символічного значення. Камі в межах сінтай часто є божеством місцевої святині або особливим божеством пов'язаним з професією господаря будинку. Частина камі отримується через процеси бунрей і кандзьо; під час першого камі розділяється на двоє, а в другому — новостоврений камі переноситься в нову локацію.
У деяких старих сільських будинках можна зустріти вражаючі і досить великі камідани з шириною понад 1,5 м, висотою понад 1,8 м та глибиною понад 0,9 м. Щоправда сучасні камідани мають скромніші розміри.
Камідана походить від буцудана, буддистського домашнього вівтаря. Досить часто буцудан і камідана можуть бути розташовані в одному домі, і навіть в одній кімнаті, адже віра японців в камі не суперечить їхній вірі в Будду.
Поклоніння в камідані, як правило, складається з піднесення простих молитов, їжі (рису, фруктів, води) та квітів. Перед поклонінням у камідані  члени сім'ї ритуально очищують руки або рот.
Камідану також можна зустріти в деяких доджьо традиційних японських бойових мистецтв.
Під час японського Нового року на камідані можуть розмістити каґамі мочі, традиційну новорічну декорацію, яка зазвичай складається з двох круглих мочі, де менший мочі розміщується поверх більшого, і з дайдаєм зверху.

## Придбання та догляд
Домашню камідану зазвичай встановлюють у домі, щоб закріпити талісман офуду. І камідана, і офуда можуть бути отримані в будь-якому великому синтоїстському святилищі. Офуди можуть бути виставлені десь на видному місці, за умови, що вони зберігаються в захисних мішечках. Однак, коли офуда закріплена в камідані, існує кілька правил, яких потрібно дотримуватися, щоб забезпечити належну установку.
1. По-перше, камідану не можна встановлювати на землі або на рівні очей. Вона повинна бути вище рівня очей звичайної людини.
2. По-друге, камідану не можна встановити над входом, вона повинна бути вбудована в простір, під яким люди не будуть ходити.
3. Нарешті, коли офуда закріплена в камідані, прийнято залишати як підношення воду, лікер або їжу перед каміданою, і це підношення необхідно регулярно поновлювати[3]. Вода зберігається в невеликій посудині у формі краплі, яка називається мізутама[5][6].

Ці правила стосуються як до домку, так і для доджьо.
Офуду замінюють до кінця кожного року. Однак камідану можна використовувати доти, доки вона ще є придатною для цього.

## Приклади

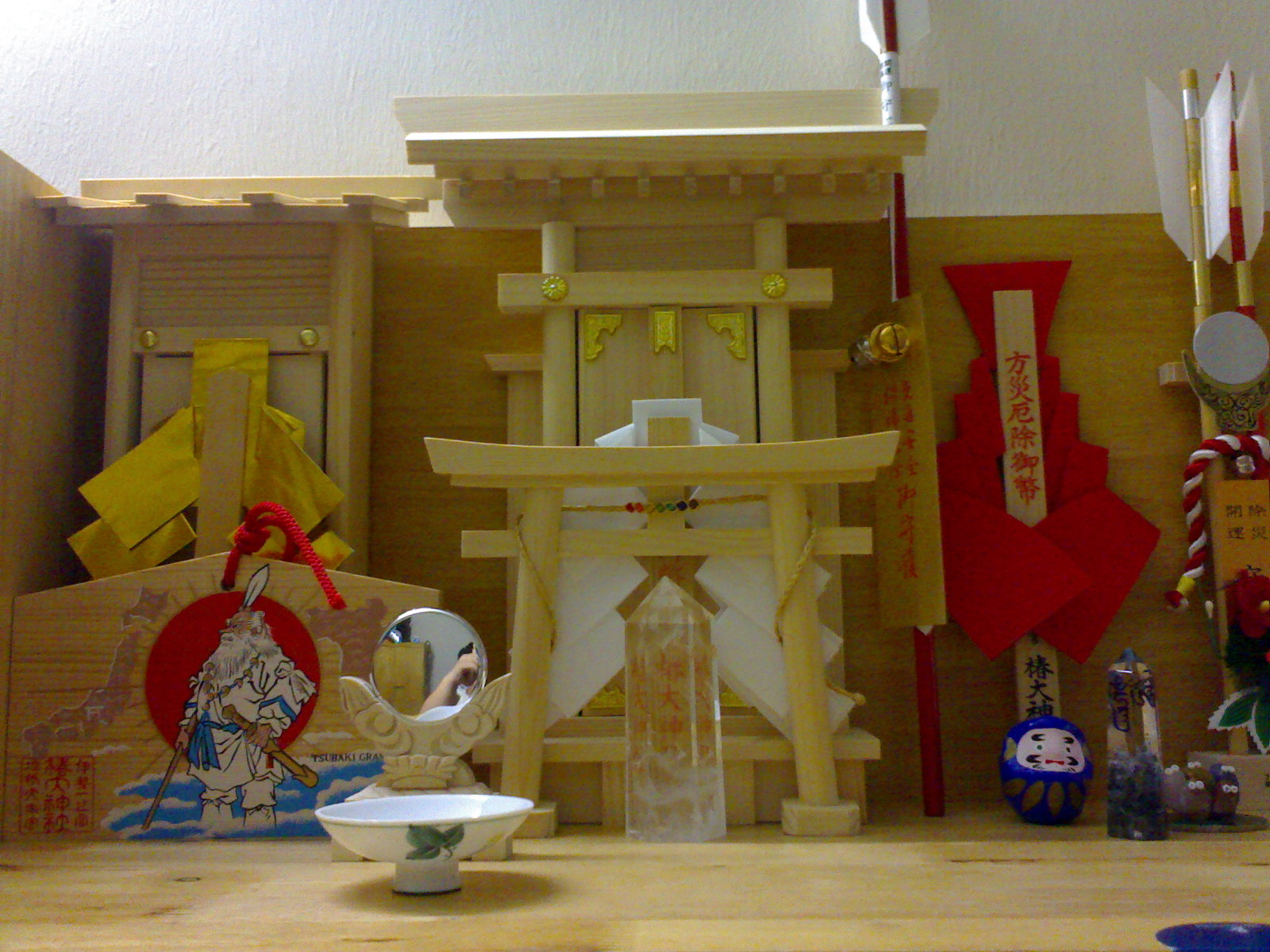
Зразок камідани.
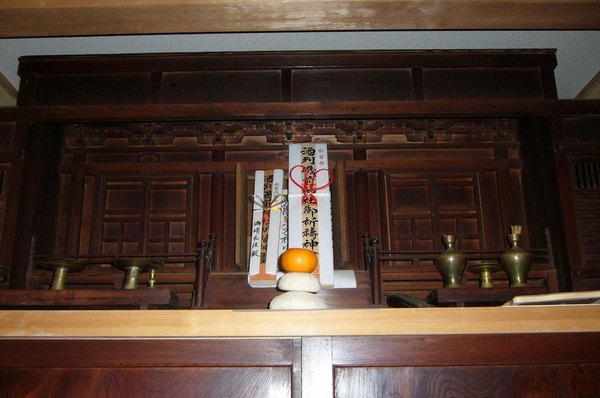
Камідана з каґамі мочі.
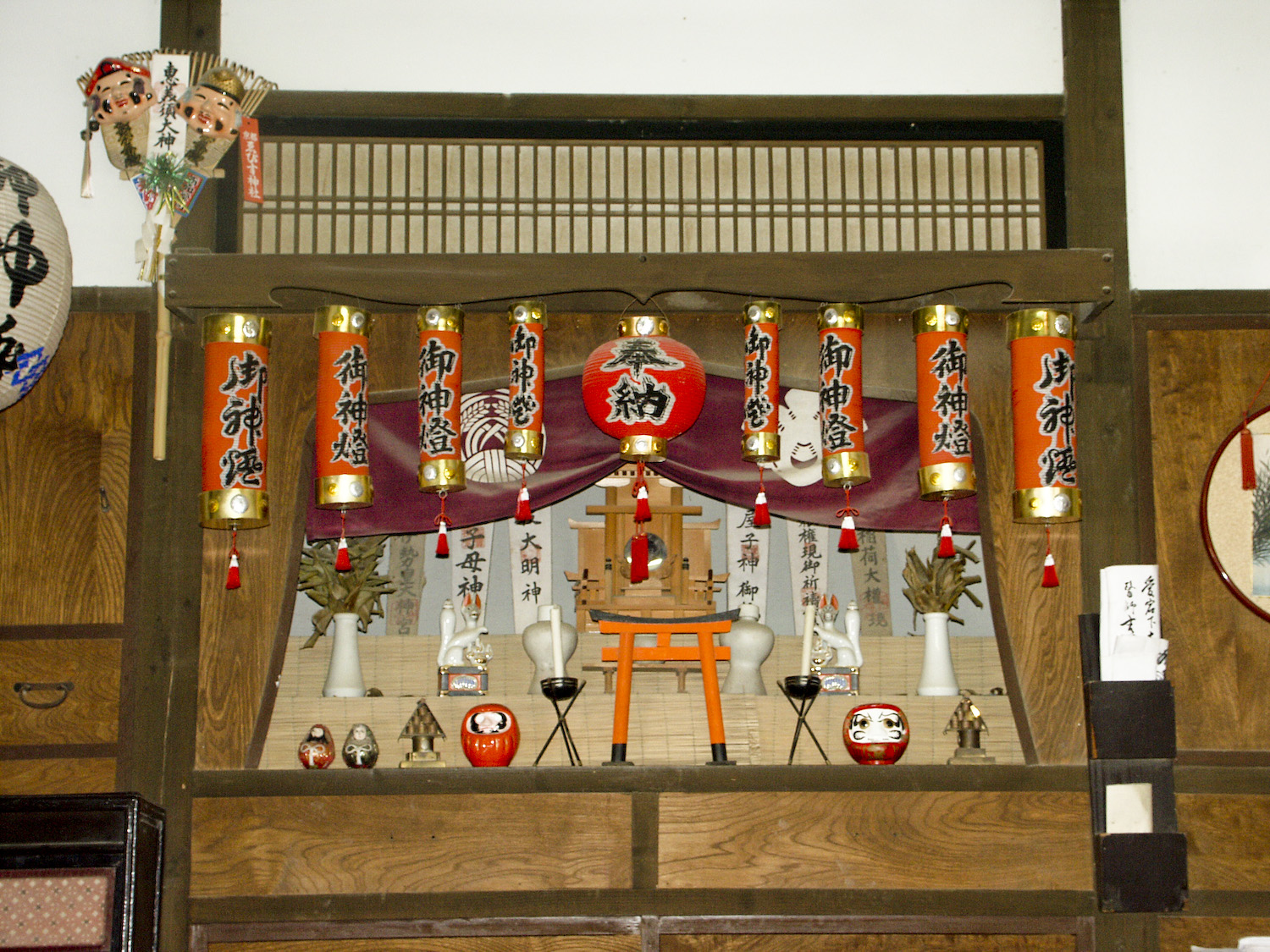
Камідана з ляльками Дарума.
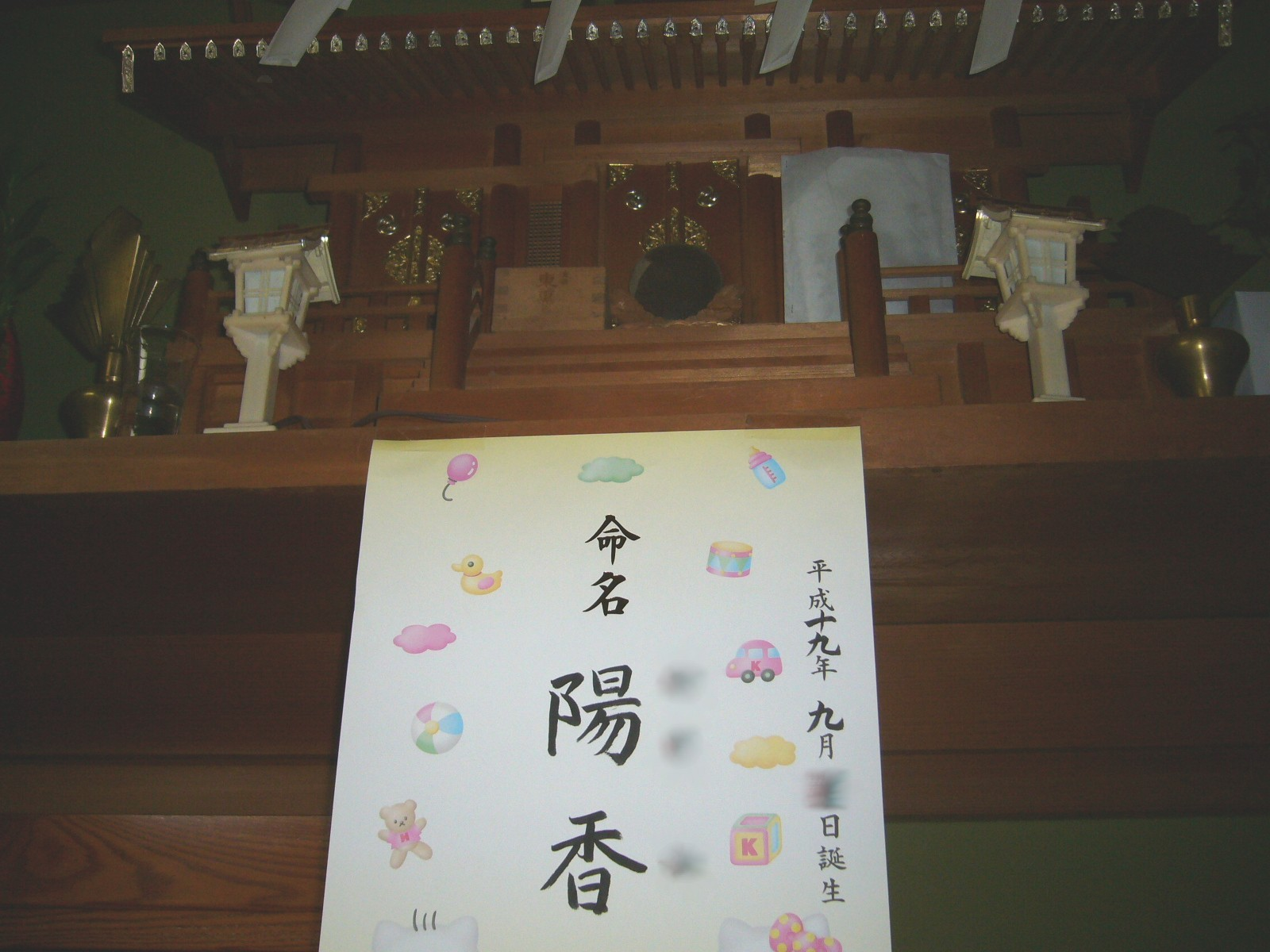
Зразок камідани.